# Nicolaus Gürtler
Nicolaus Gürtler (* 8. Dezember 1654 in Basel; † 28. September 1711 in Franeker; auch Guertlerus oder Gurtlerus) war ein reformierter Theologe und Hochschullehrer.

## Leben
Gürtler studierte ab 1669 an der Universität Basel, zudem in Genf und Saumur. 1672 erlangte er in Basel die Magisterwürde. 1685 folgte er einem Ruf als Professor der Philosophie und Beredsamkeit an die Universität Herborn, ging aber bereits 1686 an die Universität Heidelberg, an der er zum Dr. theol. promoviert wurde.
Als anerkannter Theologe erhielt er eine Vielzahl an Rufen. 1688 wurde er Professor für Theologie an der Hohen Landesschule in Hanau, 1696 in Bremen. Bereits drei Jahre später, 1699, ging er an die Universität Deventer und schließlich 1707 an die Universität Franeker.
In Franeker verstarb Gürtler 1711. Er hinterließ ungefähr 30 Schriften der Nachwelt.

## Werke (Auswahl)
- Nicolai Gürtleri, Basil., Novum Lexicon Universale, Quatuor Linguarum Latinae, Germanicae, Graecae, Gallicae. Brandmyller Basel 1683. (Digitalisat der Ausg. 1731)
- Institutiones theologicæ, quibus fundamenta reformatæ religionis ordine maxime naturali succinctis positionibus traduntur, notulis postumis auctoris, eiusdem elogio. 1694. (Digitalisat der Ausg. Halle 1721)
- Oratio de adventu et habitatione Jesu Christi in plaga Bremensi. Brauer, Bremen 1696. (Digitalisat)
- Nicolai Gürtleri Basiliensis Historia Templariorum, Amstelaedami 1703 (Digitalisat)
- Origines mundi & in eo regnorum, rerumpubl. populorum; horumque duces, migrationes, dii, religio, mores, instituta, res gestae, civiles, sacrae, bellicae: Referuntur omnia ad loca..., Wetstein, Amsterdam 1708